# Friðrik Þór Friðriksson
Friðrik Þór Friðriksson (ur. 12 maja 1954 w Reykjavíku) – islandzki reżyser, scenarzysta i producent filmowy. Ze względów typograficznych poza Islandią spotyka się zwykle zapis: Fridrik Thor Fridriksson lub Fridrik Thór Fridriksson. Twórca Icelandic Film Corporation.

## Charakterystyka twórczości
W twórczości Friðrikssona zauważana jest fascynacja kinematografią amerykańską, z którą polemizować zaczyna on w filmie Białe wieloryby. Jako lewicujący twórca przedstawia w swoich dziełach kontekst wpływów kulturowych i politycznych na społeczeństwo Islandii. Jego Dni filmu są zarówno wyrazem ambiwalencji wobec Stanów Zjednoczonych, jak i wyrazem tęsknoty za „magią kina”.
Motywami w jego twórczości jest sięganie do wątków typowych dla kina drogi z eksponowaniem przybyszy z zagranicy oraz przedstawianie stosunku do własnej tradycji Islandczyków żyjących w ponowoczesnej rzeczywistości. Ponadto jest to też przeciwstawianie panteistycznej wsi zlaicyzowanemu miastu i sięganie do topiki religijnej, czemu towarzyszy zwracanie się w kierunku neopogaństwa. Tęsknota za tradycją widoczna jest w przedstawianiu natury, z którą wiążą się jego bohaterowie, co jako wyraz duchowej czystości jest odniesieniem do takiego przedstawiania rzeczywistości w literaturze islandzkiej od XIX wieku. Odniesienia do neopogaństwa widoczne są też w innych działaniach Friðrikssona: do swych filmów wykorzystywał muzykę Hilmara Örna Hilmarssona, inspirującego się nurtem New Age, w początkowych scenach filmu Rock w Reykjaviku występuje pieśniarz i badacz pogańskich rytuałów Sveinbjörn Beinteinsson.
Tworząc film Anioły wszechświata, Friðriksson wykorzystał strategię systemu gwiazd, obsadzając sprawdzonych wcześniej aktorów: Ingvara Eggerta Sigurðssona, Hilmira Snæra Guðnasona i Baltasara Kormákura.

## Filmografia
- 1980: Brennu Njáls saga
- 1981: Eldsmiðurinn
- 1982: Rock w Reykjaviku (Rokk í Reykjavík)
- 1984: Islandzcy kowboje (Kúrekar norðursins)
- 1985: Hringurinn
- 1987: Białe wieloryby (Skytturnar)
- 1989: Flugþrá - telewizyjny
- 1991: Dzieci natury (Börn náttúrunnar) – nominacja do Oscara za najlepszy film obcojęzyczny
- 1994: Dni filmu (Bíódagar)
- 1995: Zimny dreszcz (Cold Fever)
- 1996: Wyspa diabła (Djöflaeyjan)
- 2000: Anioły wszechświata (Englar alheimsins)
- 2002: Sokoły (Fálkar)
- 2002: On Top Down Under
- 2004: Niceland (Næsland)
- 2009: Sólskinsdrengurinn
- 2010: Mama Gogo (Mamma Gógó )
- 2011: Tími nornarinnar
- 2011: 60 Seconds of Solitude in Year Zero
- 2015: Horyzont (Sjóndeildarhringur)

Źródło: